# Walther Hillert
Walther Hillert (* 6. Februar 1893 in Posen; † 13. August 1960 ebenda) war ein deutscher Generalmajor im Zweiten Weltkrieg.

## Leben
Hillert trat am 11. Oktober 1912 als Fahnenjunker in das Infanterie-Regiment „Graf Dönhoff“ (7. Ostpreußisches) Nr. 44 ein und wurde vom 28. Juli 1912 bis 2. August 1914 an die Kriegsschule nach Neiße kommandiert. Am 2. August zog er als Leutnant (seit 20. Mai 1914) bei Ausbruch des Ersten Weltkriegs an die Westfront ins Feld. Während des Krieges wurde Hillert mehrfach verwundet und am 18. Juni 1917 zum Oberleutnant befördert. Als solcher wurde er nach Kriegsende in die Reichswehr übernommen und dort am 1. März 1925 zum Hauptmann und am 1. Februar 1933 zum Major befördert.
Zu Beginn des Zweiten Weltkriegs war er Oberstleutnant im Heereswaffenamt. Während des Krieges diente er als Rüstungsinspekteur und wurde am 1. Januar 1942 zum Generalmajor befördert. In dieser Funktion leitete er die Wehrersatz-Inspektion III in Berlin bis zur Kapitulation am 8. Mai 1945.
Nach Kriegsende befand sich Hillert vom 8. Mai 1945 bis 17. Mai 1948 in britischer Kriegsgefangenschaft.
Im späteren Berufsleben wurde er Direktor der Anker-Werke in Hannover.
Während seiner militärischen Laufbahn erhielt er verschiedene Auszeichnungen. Im Ersten Weltkrieg wurde er mit dem Eisernen Kreuz II. und I. Klasse und dem Verwundetenabzeichen in Silber, sowie im Zweiten Weltkrieg mit dem Kriegsverdienstkreuz II. und I. Klasse mit Schwertern ausgezeichnet.